# Peter Atke Castberg

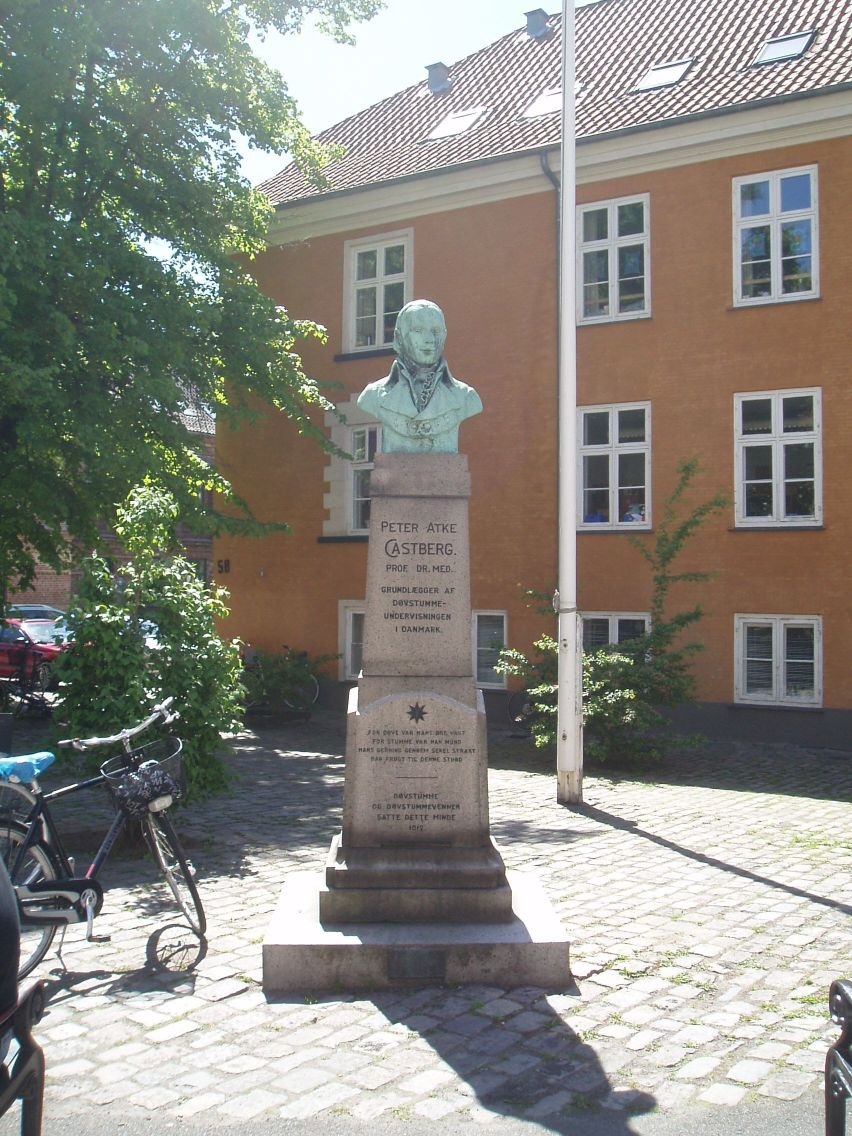
Büste Peter Atke Castberg

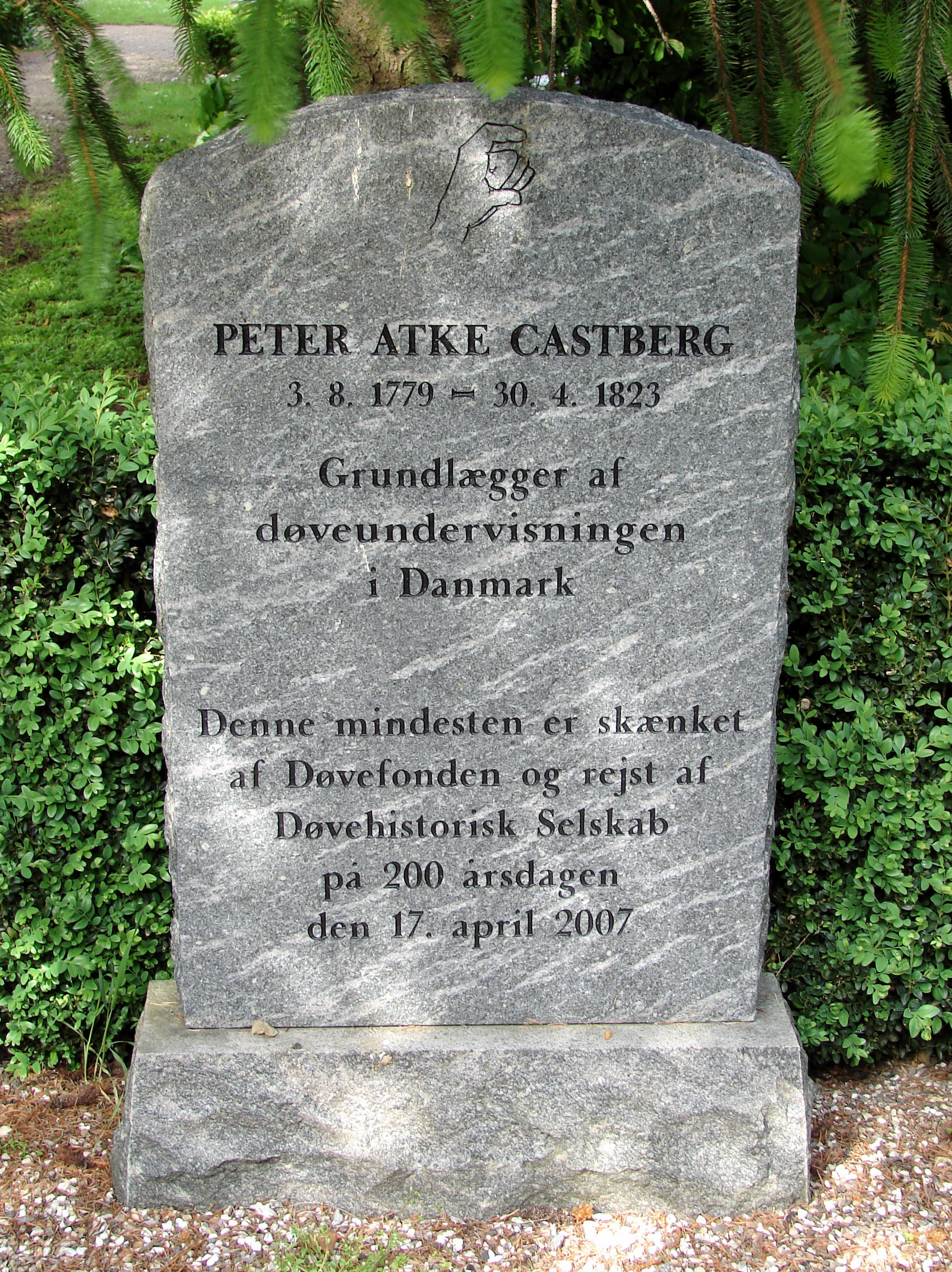
Grabstein von Peter Atke Castberg

Peter Atke Castberg (* 3. August 1779 in Kopenhagen; † 30. April 1823 ebenda) war ein dänischer Arzt und Professor, der die moderne Gehörlosenbildung in Dänemark begründete.

## Leben
Peter Atke Castberg wurde in Kopenhagen als Sohn des Priesters Peder Leganger Castberg und Magdalene Sophie Bentzen geboren.
Er ging in Kongsberg zur Schule. Anschließend studierte er Medizin an der Universität Kopenhagen, wo er 1801 sein Staatsexamen machte. Er arbeitete danach im Frederiks Hospital und wurde 1802 promoviert.
Während seines Studiums und seiner Arbeit als Arzt erweckte die Gehörlosigkeit sein Interesse. Zunächst versuchte er diese durch Galvanismus zu heilen.
Castberg wurde zum Knight of the Order of the Dannebrog ernannt.
1823 starb Castberg in Kopenhagen und ist auf dem dortigen Assistens-Friedhof begraben.

## Lehrtätigkeit
Von 1803 bis 1805 besuchte er Gehörlosenschulen. Darunter waren die Schule von Georg Wilhelm Pfingsten in Kiel, Abbe Epées in Paris und Samuel Heinickes Schule. Nach seiner Rückkehr schickte Castberg an die Regierung einen Bericht, um auf die Notwendigkeit der Gründung einer Bildungseinrichtung für Gehörlose aufmerksam zu machen. In der Zwischenzeit begann er dann nach der französischen Methode gehörlose Schüler privat mit Gebärdensprache zu unterrichten. Am 17. April 1807 wurde von Christian IX. von Dänemark ein entsprechendes Gesetz erlassen. Damit begann offiziell die Ausbildung von zehn Schülern am Det Kongelige Døvstumme-Institut i Kjøbenhavn (Königliches Institut für Taubstumme in Kopenhagen). Castberg wurde der Rektor und Oberlehrer der Schule.
Castberg ermutigte erfolgreich den Norweger Andreas Christian Møller (hatte von 1810 bis 1815 am Institut gelernt, da es in Norwegen keine Gehörlosenschulen gab) als Lehrer am Institut zu arbeiten. Er wurde damit der erste gehörlose Lehrer in Nordeuropa. Später beeinflusste Castberg die Gründung der ersten Gehörlosenschule in Norwegen, in dem er vor den norwegischen Behörden die Notwendigkeit der Ausbildung für Gehörlose (und der Sonderpädagogik im Allgemeinen) bestärkte. 1824 wurde eine Gehörlosenschule mit Møller als Leiter gegründet.
Nach dem Gesetz vom 11. April 1817 sollten alle gehörlosen Kinder in Dänemark eine Ausbildung im Institut erhalten, was zu Platzproblemen führte. Der dänische Staatsbankrott von 1813 führte zudem zunehmend zu finanziellen Schwierigkeiten, sodass das Institut 1823 unter Privatverwaltung gestellt wurde.

## Denkmäler
Eine Büste Peter Atke Castbergs befindet sich in der Skolen på Kastelsvej, einer Schule für gehörlose und schwerhörige Kinder.
Die Straße Castbergsvej in Valby wurde nach ihm benannt.

## Castberg-Preis
Die Døvefonden (dänische Stiftung für Gehörlose) verleiht seit 1970 den Castberg-Preis an Personen, die sich für die Belange Gehörloser einsetzen. Preisträger waren u. a. der Lehrer Lars-Åke Wikström (1979) und die Linguistin Elisabeth Engberg-Pedersen (1994).

## Belege
1. ↑  A. St. Castberg: Slekten Castberg gjennem 300 år. 1938, OCLC 186518793, S. 24–32 (norwegisch).
2. ↑  Early attempts to cure deafness, URL: http://www.tkm.fi/kuurojenmuseo/goodbad/goodbad_2_en.htm, Abruf: 2022-10-18, Archiv-URL: https://web.archive.org/web/20221018142008/http://www.tkm.fi/kuurojenmuseo/goodbad/goodbad_2_en.htm, Archiv-Datum: 2022-10-18
3. ↑   Dødsfald i Kjøbenhavn In: Morgenbladet, 11. Mai 1823, S. 3. Abgerufen am 18. Oktober 2022 (norwegisch).
4. ↑  Berit H. Johnsen: Historiske glimt av funksjonshemminger: Idéer og tiltak. In: University of Oslo. Abgerufen am 18. Oktober 2022 (norwegisch).
5. ↑  Sander, Thorbjørn Johan: 200 års dansk-norsk skolejubileum med nordmann i hovedrolle! in Nye journal for døve, Norsk Døvehistorisk Selskap, March 2007, Vol. 1, Issue 17, S. 2, ISSN 1501-3030, URL https://www.ndhs.no/wp-content/uploads/ndhs/NJD2007-1.pdf, Abruf: 2022-10-18, Archiv-URL: https://web.archive.org/web/20221018142005/https://www.ndhs.no/wp-content/uploads/ndhs/NJD2007-1.pdf, Archiv-Datum: 2022-10-18
6. ↑  Leksikon – Side 3. In: Døvehistorisk selskab. Abgerufen am 18. Oktober 2022 (dänisch).
7. ↑  Betten, Henk: Deaf education in Europe : the early years, M. de Wit, Utrecht 2013, S. 62, ISBN 978-90-806571-5-1, OCLC: 858940524, URL https://www.worldcat.org/oclc/858940524
8. ↑   Fischer, Renate; Lane, Harlan: Looking back: a reader on the history of deaf communities and their sign languages, Signum Press 1993, S. 232, ISBN 978-3-927731-32-5, OCLC: 260206400, URL https://archive.org/details/lookingbackreade20fisc/
9. ↑  Sigvald Skavlan: Fra Throndhjems Døvstummeinstitut 1825 til Møller kompetansesenter 2000. Hrsg.: Eli Nervik. Møller kompetansesenter, 2000 (norwegisch).
10. ↑  Castbergprisen. In: Døvefonden. Abgerufen am 18. Oktober 2022 (dänisch).

| Personendaten    | Personendaten                                                                              |
| ---------------- | ------------------------------------------------------------------------------------------ |
| NAME             | Castberg, Peter Atke                                                                       |
| KURZBESCHREIBUNG | dänischer Arzt und Professor, welcher die moderne Gehörlosenbildung in Dänemark begründete |
| GEBURTSDATUM     | 3. August 1779                                                                             |
| GEBURTSORT       | Kopenhagen, Dänemark                                                                       |
| STERBEDATUM      | 30. April 1823                                                                             |
| STERBEORT        | Kopenhagen, Dänemark                                                                       |